# Lista liderów sezonu regularnego NBA w zbiórkach

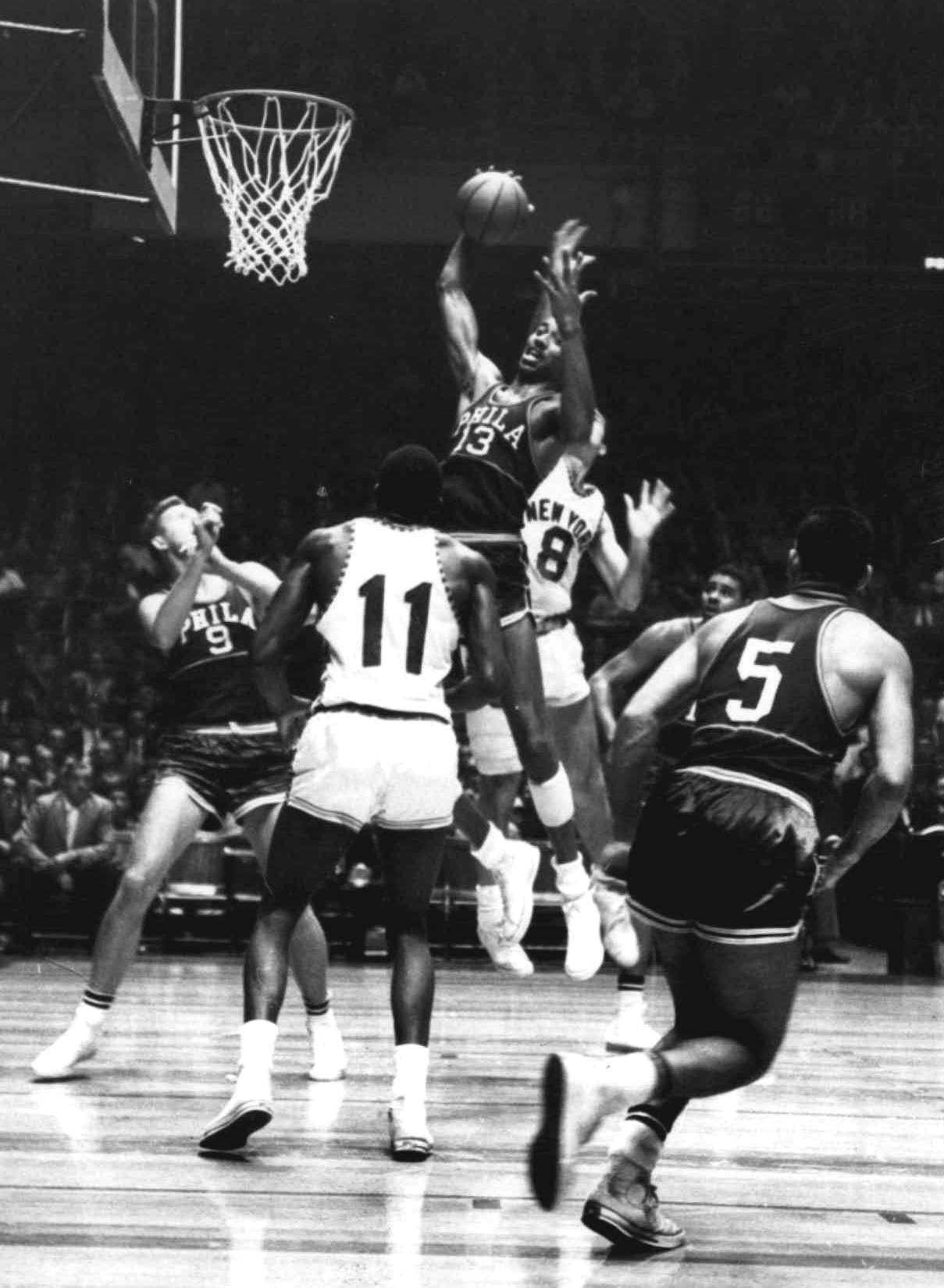
Wilt Chamberlain został 11-krotnie w karierze liderem NBA w zbiórkach.

Lista liderów sezonu regularnego NBA w zbiórkach – poniższa lista zawiera nazwiska koszykarzy, którzy zostali liderami NBA w zebranych piłkach sezon po sezonie.
W koszykówce zbiórka jest określana jako zmiana posiadania piłki, po niecelnym rzucie z gry, lub wolnym. Ofensywna zbiórka ma miejsce, kiedy zawodnik odzyskuje piłkę po niecelnym rzucie swoim lub kolegi z drużyny, natomiast zbiórka w obronie ma miejsce, gdy gracz odzyskuje piłkę po niecelnym rzucie przeciwnika. National Basketball Association przyznaje tytuł lidera w zbiórkach zawodnikowi z najwyższą średnią zbiórek, uzyskanych w danym sezonie. Po raz pierwszy został on przyznany po zakończeniu rozgrywek 1950–51, czyli po drugim, oficjalnym sezonie istnienia ligi, powstałej w 1949 w wyniku fuzji 3-letniej ligi BAA z 12-letnią NBL. Zawodnicy, którzy zdobyli tytuły lidera przed sezonem 1973/1974, nie mieli odnotowywanych zbiórek w ataku, jak i obronie, ponieważ statystyki te nie były wtedy oficjalnie odnotowywane. Aby zostać sklasyfikowanym na liście najlepiej zbierających zawodników ligi, zawodnik musi wstąpić w co najmniej 70 spotkaniach sezonu (z 82) lub uzyskać ci najmniej 800 zbiórek. Te kryteria obowiązują od rozgrywek 1974/1975. Do końca sezonu 1968/1969 tytuł lidera był przyznawany w oparciu i łączną liczbę zbiórek, uzyskanych przez zawodników w trakcie sezonu zasadniczego. Od tamtej pory jest on przyznawany w oparciu o średnią zbiórek, przy uwzględnieniu wcześniej wspomnianych wytycznych.
Wilt Chamberlain jest rekordzistą wszech czasów NBA w liczbie zbiórek  (2149) oraz średniej (27,2), uzyskanych w trakcie pojedynczego sezonu. Oba rezultaty osiągnął podczas rozgrywek 1960/1961. Jest także posiadaczem rekord z liczbie zbiórek (1941), uzyskanych w trakcie debiutanckiego sezonu – 1959/1960. Wśród aktywnych zawodników DeAndre Jordan legitymuje się najwyższą sumą zbiórek, zdobytych podczas jednego sezonu (1226 – 2014/2015), natomiast oraz Kevin Love najwyższą średnią (15,23 – 2010/2011). W wieku 22 lat i 130 dni, Howard został najmłodszym w historii liderem ligi w zbiórkach (2007/2008), podczas gdy Dennis Rodman jest najstarszym liderem w tej kategorii, uzyskał ostatni tytuł lidera w wieku 36 lat i 341 dni (1997/1998).
Chamberlain uzyskał najwięcej tytułów lidera w zbiórkach, w trakcie swojej kariery(11). Dennis Rodman uzyskał rekordowe 7 tytułów z rzędu (1992–1998). Moses Malone uzyskał sześć tytułów lidera, Dwight Howard pięć, Kevin Garnett i Bill Russell po cztery, Elvin Hayes, Dikembe Mutombo, Hakeem Olajuwon i Ben Wallace po dwa. Pięciu zawodników zdobyło w tym samym sezonie tytuł lidera ligi w zbiórkach oraz mistrzostwo NBA, byli to: Mikan w 1953, z Minneapolis Lakers; Russell w 1959, 1964 i 1965 z Boston Celtics; Chamberlain w 1967 i 1972 z Philadelphia 76ers i Los Angeles Lakers; Malone w 1983 z 76ers; Rodman w 1996, 1997 i 1998 z Chicago Bulls.

## Liderzy w zbiórkach
(Stan na zakończenie rozgrywek 2020/21)

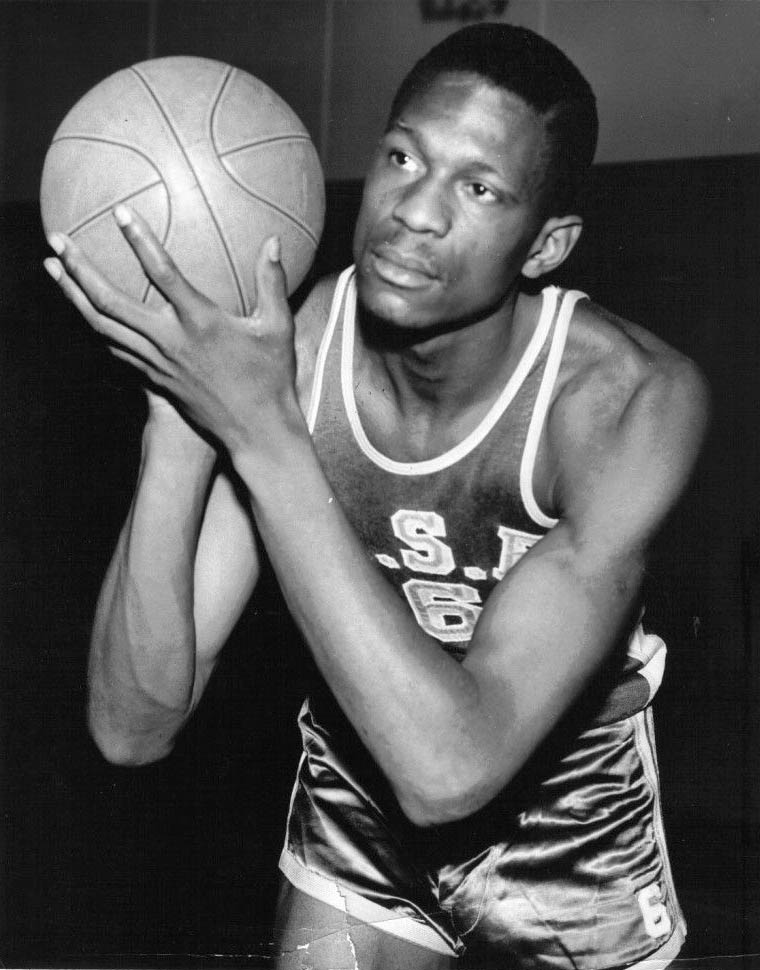
Bill Russell został liderem NBA pod względem zbiórek w latach 1958–1959 i 1964–1965.

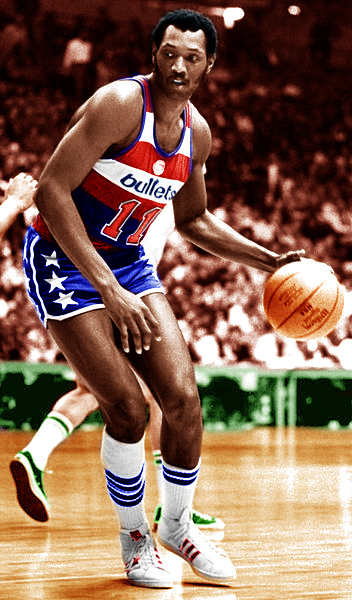
Elvin Hayes – lider w latach 1970, 1974.

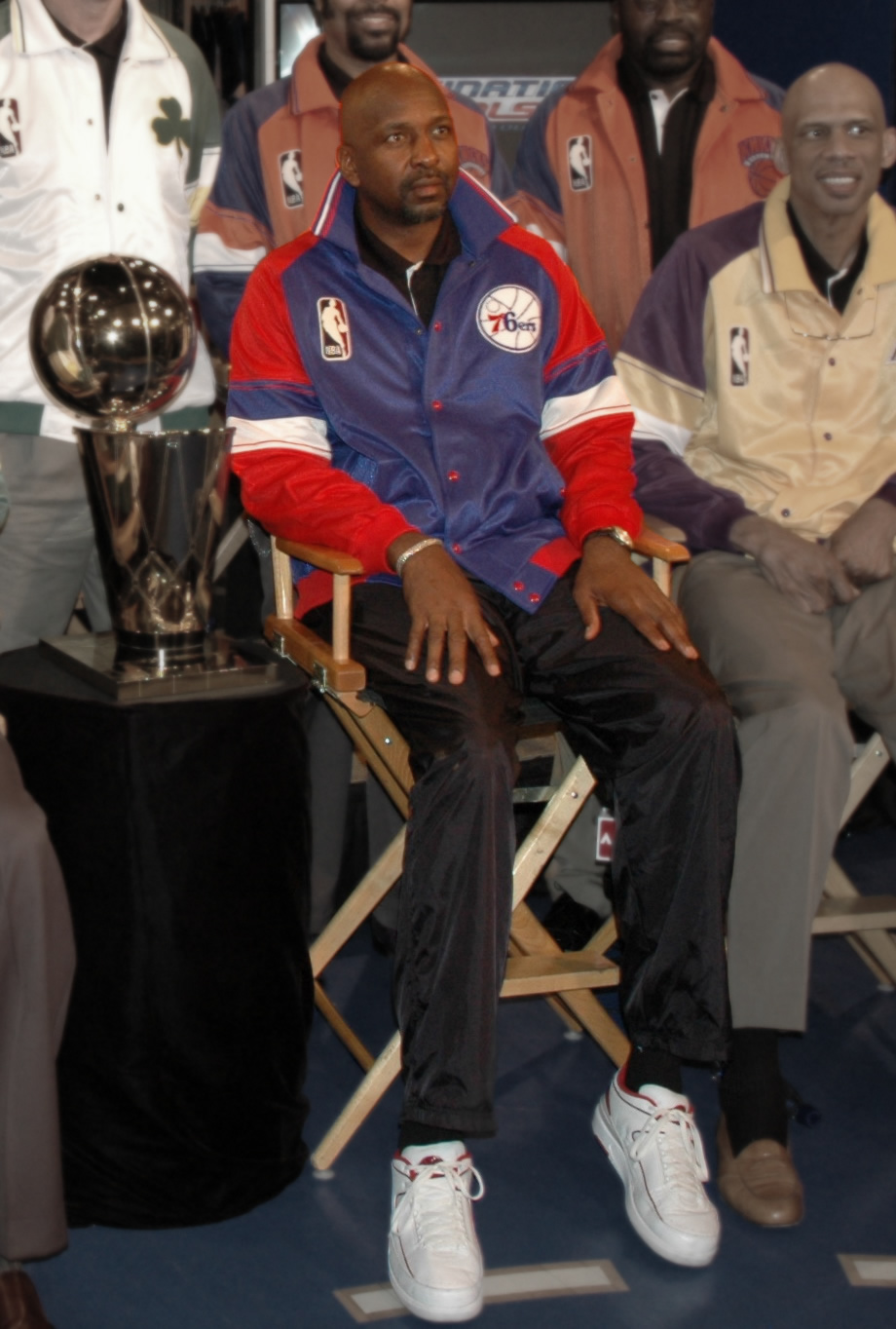
Moses Malone został liderem ligi w kategorii zbiórek w latach 1979, 1981–1985.

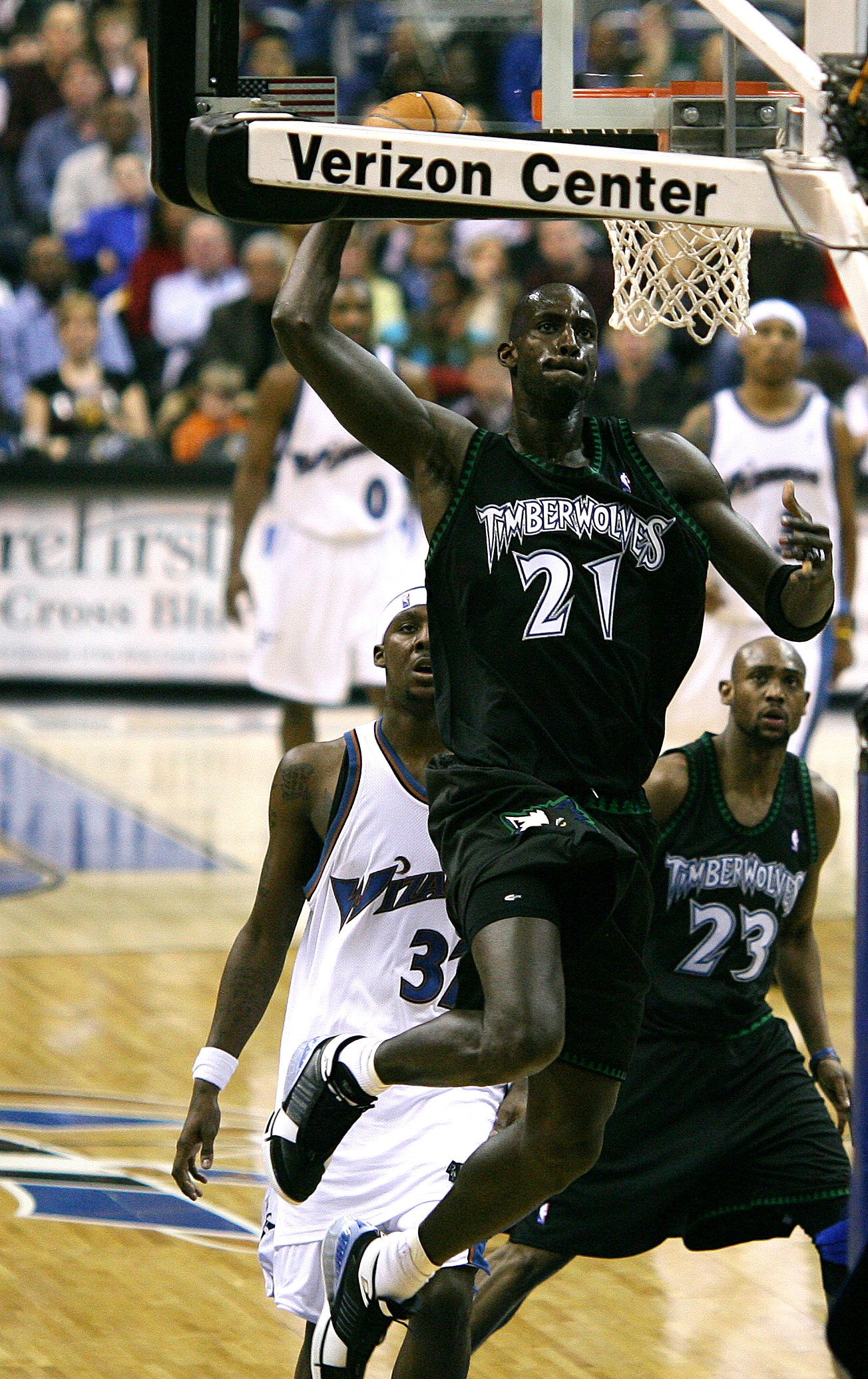
Kevin Garnett to czterokrotny lider ligi w zbiórkach 2004–2007.

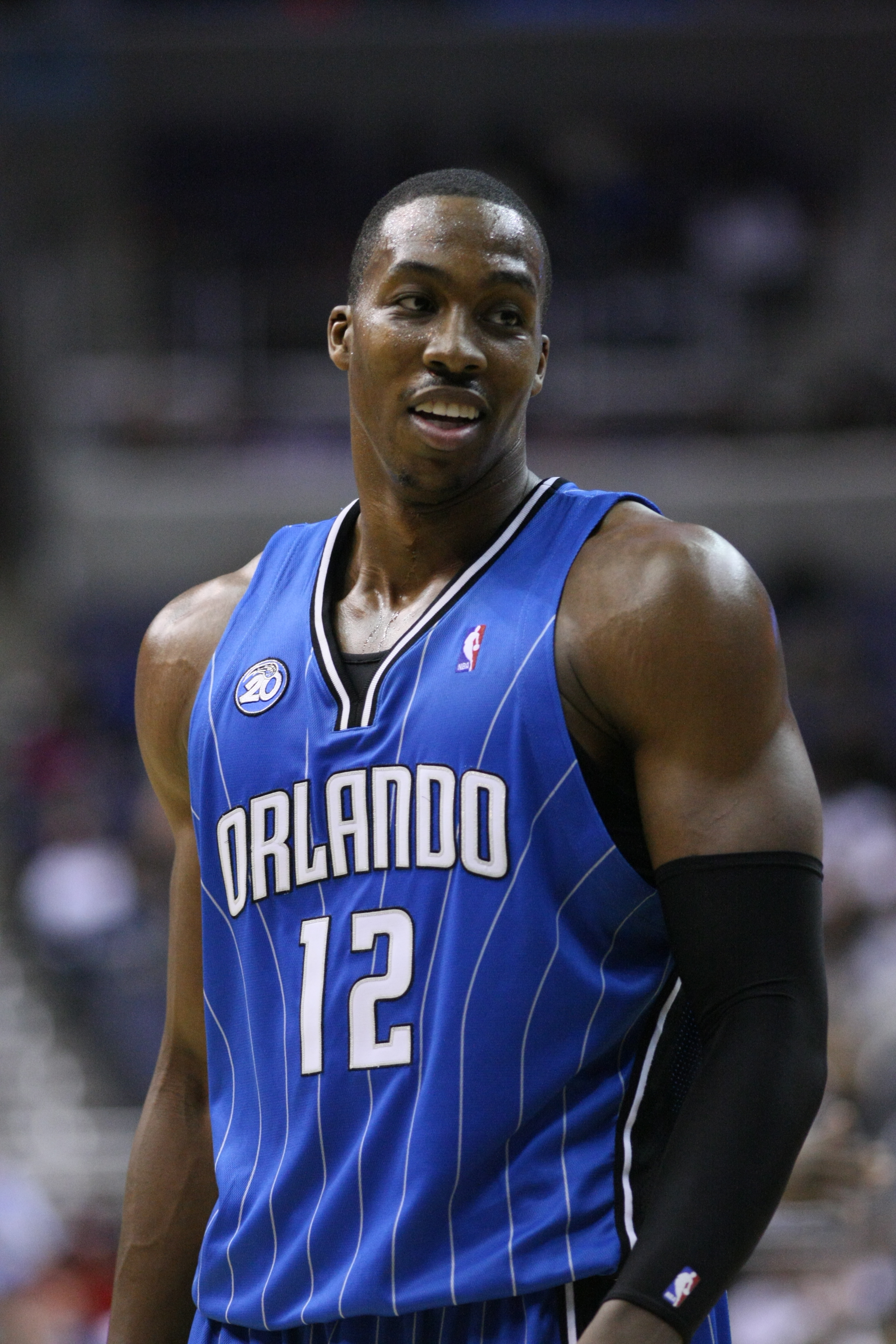
Dwight Howard – lider w latach 2008–2010 i 2012–2013.

| ^            | ^            | Oznacza nadal aktywnego zawodnika NBA                                                  | Oznacza nadal aktywnego zawodnika NBA                                                  | Oznacza nadal aktywnego zawodnika NBA                                                  | Oznacza nadal aktywnego zawodnika NBA                                                  | Oznacza nadal aktywnego zawodnika NBA                                                  |
| *            | *            | Członek Koszykarskiej Galerii Sław                                                     | Członek Koszykarskiej Galerii Sław                                                     | Członek Koszykarskiej Galerii Sław                                                     | Członek Koszykarskiej Galerii Sław                                                     | Członek Koszykarskiej Galerii Sław                                                     |
| Zawodnik (X) | Zawodnik (X) | Cyfra w nawiasie oznacza liczbę pozycji lidera, uzyskanych przez tego samego zawodnika | Cyfra w nawiasie oznacza liczbę pozycji lidera, uzyskanych przez tego samego zawodnika | Cyfra w nawiasie oznacza liczbę pozycji lidera, uzyskanych przez tego samego zawodnika | Cyfra w nawiasie oznacza liczbę pozycji lidera, uzyskanych przez tego samego zawodnika | Cyfra w nawiasie oznacza liczbę pozycji lidera, uzyskanych przez tego samego zawodnika |
| G            | Obrońca      | Obrońca                                                                                | F                                                                                      | Skrzydłowy                                                                             | C                                                                                      | Środkowy                                                                               |

| Sezon     | Zawodnik               | Poz. | Zespół                              | Gry | Zbiórki ofensywne | Zbiórki defensywne | Suma | Średnia | Przyp.              |
| --------- | ---------------------- | ---- | ----------------------------------- | --- | ----------------- | ------------------ | ---- | ------- | ------------------- |
| 1950/1951 | Dolph Schayes*         | F/C  | Syracuse Nationals                  | 66  | –                 | –                  | 1080 | 16,36   | [ 8 ] [ 9 ]         |
| 1951/1952 | Larry Foust            | C    | Fort Wayne Pistons                  | 66  | –                 | –                  | 880  | 13,33   | [ 8 ] [ 10 ]        |
| 1951/1952 | Mel Hutchins           | C    | Milwaukee Hawks                     | 66  | –                 | –                  | 880  | 13,33   | [ 8 ] [ 11 ]        |
| 1952/1953 | George Mikan*          | C    | Minneapolis Lakers                  | 70  | –                 | –                  | 1007 | 14,39   | [ 8 ] [ 12 ]        |
| 1953/1954 | Harry Gallatin*        | F/C  | New York Knicks                     | 72  | –                 | –                  | 1098 | 15,25   | [ 8 ] [ 13 ]        |
| 1954/1955 | Neil Johnston*         | C    | Philadelphia Warriors               | 72  | –                 | –                  | 1085 | 15,07   | [ 8 ] [ 14 ]        |
| 1955/1956 | Bob Pettit*            | C    | St. Louis Hawks                     | 72  | –                 | –                  | 1164 | 16,17   | [ 8 ] [ 15 ]        |
| 1956/1957 | Maurice Stokes*        | F    | Rochester Royals                    | 72  | –                 | –                  | 1256 | 17,44   | [ 8 ] [ 16 ]        |
| 1957/1958 | Bill Russell*          | C    | Boston Celtics                      | 69  | –                 | –                  | 1564 | 22,67   | [ 8 ] [ 17 ]        |
| 1958/1959 | Bill Russell* (2)      | C    | Boston Celtics                      | 70  | –                 | –                  | 1612 | 23,03   | [ 8 ] [ 17 ]        |
| 1959/1960 | Wilt Chamberlain*      | C    | Philadelphia Warriors               | 72  | –                 | –                  | 1941 | 26,96   | [ 8 ] [ 18 ]        |
| 1960/1961 | Wilt Chamberlain* (2)  | C    | Philadelphia Warriors               | 79  | –                 | –                  | 2149 | 27,2    | [ 8 ] [ 18 ]        |
| 1961/1962 | Wilt Chamberlain* (3)  | C    | Philadelphia Warriors               | 80  | –                 | –                  | 2052 | 25,65   | [ 8 ] [ 18 ]        |
| 1962/1963 | Wilt Chamberlain* (4)  | C    | San Francisco Warriors              | 80  | –                 | –                  | 1946 | 24,32   | [ 8 ] [ 18 ]        |
| 1963/1964 | Bill Russell* (3)      | C    | Boston Celtics                      | 78  | –                 | –                  | 1930 | 24,74   | [ 8 ] [ 17 ]        |
| 1964/1965 | Bill Russell* (4)      | C    | Boston Celtics                      | 78  | –                 | –                  | 1878 | 24,08   | [ 8 ] [ 17 ]        |
| 1965/1966 | Wilt Chamberlain* (5)  | C    | Philadelphia 76ers                  | 79  | –                 | –                  | 1943 | 24,59   | [ 8 ] [ 18 ]        |
| 1966/1967 | Wilt Chamberlain* (6)  | C    | Philadelphia 76ers                  | 81  | –                 | –                  | 1957 | 24,16   | [ 8 ] [ 18 ]        |
| 1967/1968 | Wilt Chamberlain* (7)  | C    | Philadelphia 76ers                  | 82  | –                 | –                  | 1952 | 23,8    | [ 8 ] [ 18 ]        |
| 1968/1969 | Wilt Chamberlain* (8)  | C    | Los Angeles Lakers                  | 81  | –                 | –                  | 1712 | 21,14   | [ 8 ] [ 18 ]        |
| 1969/1970 | Elvin Hayes*           | C    | San Diego Rockets                   | 82  | –                 | –                  | 1386 | 16,9    | [ 8 ] [ 19 ] [ 20 ] |
| 1970/1971 | Wilt Chamberlain* (9)  | C    | Los Angeles Lakers                  | 82  | –                 | –                  | 1493 | 18,21   | [ 8 ] [ 18 ] [ 21 ] |
| 1971/1972 | Wilt Chamberlain* (10) | C    | Los Angeles Lakers                  | 82  | –                 | –                  | 1572 | 19,17   | [ 8 ] [ 18 ] [ 22 ] |
| 1972/1973 | Wilt Chamberlain* (11) | C    | Los Angeles Lakers                  | 82  | –                 | –                  | 1526 | 18,61   | [ 8 ] [ 18 ] [ 23 ] |
| 1973/1974 | Elvin Hayes* (2)       | F    | Capital Bullets                     | 81  | 354               | 1109               | 1463 | 18,06   | [ 8 ] [ 20 ] [ 24 ] |
| 1974/1975 | Wes Unseld*            | C/F  | Washington Bullets                  | 73  | 318               | 759                | 1077 | 14,75   | [ 8 ] [ 25 ] [ 26 ] |
| 1975/1976 | Kareem Abdul-Jabbar*   | C    | Los Angeles Lakers                  | 82  | 272               | 1111               | 1383 | 16,87   | [ 8 ] [ 27 ] [ 28 ] |
| 1976/1977 | Bill Walton*           | C/F  | Portland Trail Blazers              | 65  | 211               | 723                | 934  | 14,37   | [ 8 ] [ 29 ] [ 30 ] |
| 1977/1978 | Len „Truck” Robinson   | C/F  | New Orleans Jazz                    | 82  | 298               | 990                | 1288 | 15,71   | [ 8 ] [ 31 ] [ 32 ] |
| 1978/1979 | Moses Malone*          | C    | Houston Rockets                     | 82  | 587               | 857                | 1444 | 17,61   | [ 8 ] [ 33 ] [ 34 ] |
| 1979/1980 | Swen Nater             | C    | San Diego Clippers                  | 81  | 352               | 864                | 1216 | 15,01   | [ 8 ] [ 35 ] [ 36 ] |
| 1980/1981 | Moses Malone* (2)      | C    | Houston Rockets                     | 80  | 474               | 706                | 1180 | 14,75   | [ 8 ] [ 34 ] [ 37 ] |
| 1981/1982 | Moses Malone* (3)      | C    | Houston Rockets                     | 81  | 558               | 630                | 1188 | 14,67   | [ 8 ] [ 34 ] [ 38 ] |
| 1982/1983 | Moses Malone* (4)      | C    | Philadelphia 76ers                  | 78  | 445               | 749                | 1194 | 15,31   | [ 8 ] [ 34 ] [ 39 ] |
| 1983/1984 | Moses Malone* (5)      | C    | Philadelphia 76ers                  | 71  | 352               | 598                | 950  | 13,38   | [ 8 ] [ 34 ] [ 40 ] |
| 1984/1985 | Moses Malone* (6)      | C    | Philadelphia 76ers                  | 79  | 385               | 646                | 1031 | 13,05   | [ 8 ] [ 34 ] [ 41 ] |
| 1985/1986 | Bill Laimbeer          | C    | Detroit Pistons                     | 82  | 305               | 770                | 1075 | 13,11   | [ 8 ] [ 42 ] [ 43 ] |
| 1986/1987 | Charles Barkley*       | F    | Philadelphia 76ers                  | 68  | 390               | 604                | 994  | 14,62   | [ 8 ] [ 44 ] [ 45 ] |
| 1987/1988 | Michael Cage           | F/C  | Los Angeles Clippers                | 72  | 371               | 567                | 938  | 13,03   | [ 8 ] [ 46 ] [ 47 ] |
| 1988/1989 | Hakeem Olajuwon*       | C    | Houston Rockets                     | 82  | 338               | 767                | 1105 | 13,48   | [ 8 ] [ 48 ] [ 49 ] |
| 1989/1990 | Hakeem Olajuwon* (2)   | C    | Houston Rockets                     | 82  | 299               | 850                | 1149 | 14,01   | [ 8 ] [ 49 ] [ 50 ] |
| 1990/1991 | David Robinson*        | C    | San Antonio Spurs                   | 82  | 335               | 728                | 1063 | 12,96   | [ 8 ] [ 51 ] [ 52 ] |
| 1991/1992 | Dennis Rodman*         | F    | Detroit Pistons                     | 82  | 523               | 1007               | 1530 | 18,66   | [ 8 ] [ 53 ] [ 54 ] |
| 1992/1993 | Dennis Rodman* (2)     | F    | Detroit Pistons                     | 62  | 367               | 765                | 1132 | 18,26   | [ 8 ] [ 54 ] [ 55 ] |
| 1993/1994 | Dennis Rodman* (3)     | F    | San Antonio Spurs                   | 79  | 453               | 914                | 1367 | 17,3    | [ 8 ] [ 54 ] [ 56 ] |
| 1994/1995 | Dennis Rodman* (4)     | F    | San Antonio Spurs                   | 49  | 274               | 549                | 823  | 16,8    | [ 8 ] [ 54 ] [ 57 ] |
| 1995/1996 | Dennis Rodman* (5)     | F    | Chicago Bulls                       | 64  | 356               | 596                | 952  | 14,88   | [ 8 ] [ 54 ] [ 58 ] |
| 1996/1997 | Dennis Rodman* (6)     | F    | Chicago Bulls                       | 55  | 320               | 563                | 883  | 16,05   | [ 8 ] [ 54 ] [ 59 ] |
| 1997/1998 | Dennis Rodman* (7)     | F    | Chicago Bulls                       | 80  | 421               | 780                | 1201 | 15,01   | [ 8 ] [ 54 ] [ 60 ] |
| 1998/1999 | Chris Webber           | F/C  | Sacramento Kings                    | 42  | 149               | 396                | 545  | 12,98   | [ 8 ] [ 62 ] [ 63 ] |
| 1999/2000 | Dikembe Mutombo*       | C    | Atlanta Hawks                       | 82  | 304               | 853                | 1157 | 14,11   | [ 8 ] [ 64 ] [ 65 ] |
| 2000/2001 | Dikembe Mutombo* (2)   | C    | Atlanta Hawks Philadelphia 76ers    | 75  | 307               | 708                | 1015 | 13,53   | [ 8 ] [ 65 ] [ 66 ] |
| 2001/2002 | Ben Wallace            | C/F  | Detroit Pistons                     | 80  | 318               | 721                | 1039 | 12,99   | [ 8 ] [ 67 ] [ 68 ] |
| 2002/2003 | Ben Wallace (2)        | C/F  | Detroit Pistons                     | 73  | 293               | 833                | 1126 | 15,42   | [ 8 ] [ 68 ] [ 69 ] |
| 2003/2004 | Kevin Garnett^         | F/C  | Minnesota Timberwolves              | 82  | 245               | 894                | 1139 | 13,89   | [ 8 ] [ 70 ] [ 71 ] |
| 2004/2005 | Kevin Garnett^ (2)     | F/C  | Minnesota Timberwolves              | 82  | 247               | 861                | 1108 | 13,51   | [ 8 ] [ 71 ] [ 72 ] |
| 2005/2006 | Kevin Garnett^ (3)     | F/C  | Minnesota Timberwolves              | 76  | 214               | 752                | 966  | 12,71   | [ 8 ] [ 71 ] [ 73 ] |
| 2006/2007 | Kevin Garnett^ (4)     | F/C  | Minnesota Timberwolves              | 76  | 183               | 792                | 975  | 12,83   | [ 8 ] [ 71 ] [ 74 ] |
| 2007/2008 | Dwight Howard^         | C    | Orlando Magic                       | 82  | 279               | 882                | 1161 | 14,16   | [ 8 ] [ 75 ] [ 76 ] |
| 2008/2009 | Dwight Howard^ (2)     | C    | Orlando Magic                       | 79  | 336               | 757                | 1093 | 13,84   | [ 8 ] [ 76 ]        |
| 2009/2010 | Dwight Howard^ (3)     | C    | Orlando Magic                       | 82  | 284               | 798                | 1082 | 13,2    | [ 8 ] [ 76 ]        |
| 2010/2011 | Kevin Love^            | F/C  | Minnesota Timberwolves              | 73  | 330               | 782                | 1112 | 15,23   | [ 8 ] [ 77 ]        |
| 2011/2012 | Dwight Howard^ (4)     | C    | Orlando Magic                       | 54  | 200               | 585                | 785  | 14,54   | [ 8 ] [ 76 ]        |
| 2012/2013 | Dwight Howard^ (5)     | C    | Los Angeles Lakers                  | 76  | 251               | 694                | 945  | 12,43   | [ 8 ] [ 76 ] [ 79 ] |
| 2013/2014 | DeAndre Jordan^        | C    | Los Angeles Clippers                | 82  | 331               | 783                | 1114 | 13,59   | [ 80 ]              |
| 2014/2015 | DeAndre Jordan^ (2)    | C    | Los Angeles Clippers                | 82  | 397               | 829                | 1226 | 14,95   | [ 80 ]              |
| 2015/2016 | Andre Drummond^        | C    | Detroit Pistons                     | 81  | 395               | 803                | 1198 | 14,79   | [ 81 ]              |
| 2016/2017 | Hassan Whiteside^      | C    | Miami Heat                          | 77  | 293               | 795                | 1088 | 14,13   | [ 82 ]              |
| 2017/2018 | Andre Drummond^ (2)    | C    | Detroit Pistons                     | 78  | 399               | 848                | 1247 | 15,99   | [ 81 ]              |
| 2018/2019 | Andre Drummond^ (3)    | C    | Detroit Pistons                     | 79  | 423               | 809                | 1232 | 15,59   | [ 81 ]              |
| 2019/2020 | Andre Drummond^ (4)    | C    | Detroit Pistons Cleveland Cavaliers | 57  | 250               | 614                | 864  | 15,16   | [ 81 ]              |
| 2020/2021 | Clint Capela^          | C    | Atlanta Hawks                       | 63  | 297               | 606                | 903  | 14,33   | [ 83 ]              |

## Wielokrotni liderzy
| Miejsce | Zawodnik         | Zespół                                                                                             | Tytuły lidera | Lata                            |
| ------- | ---------------- | -------------------------------------------------------------------------------------------------- | ------------- | ------------------------------- |
| 1       | Wilt Chamberlain | Philadelphia Warriors/San Francisco Warriors (4) / Philadelphia 76ers (3) / Los Angeles Lakers (4) | 11            | 1960–1963, 1966–1969, 1971–1973 |
| 2       | Dennis Rodman    | Detroit Pistons (2) / San Antonio Spurs (2) / Chicago Bulls (3)                                    | 7             | 1992–1998                       |
| 3       | Moses Malone     | Houston Rockets (3) / Philadelphia 76ers (3)                                                       | 6             | 1979, 1981–1985                 |
| 4       | Dwight Howard    | Orlando Magic (4) / Los Angeles Lakers (1)                                                         | 5             | 2008–2010, 2012, 2013           |
| 5       | Kevin Garnett    | Minnesota Timberwolves                                                                             | 4             | 2004–2007                       |
| 5       | Bill Russell     | Boston Celtics                                                                                     | 4             | 1958, 1959, 1964, 1965          |
| 5       | Andre Drummond   | Detroit Pistons (3) / Cleveland Cavaliers (1)                                                      | 4             | 2016, 2018, 2019, 2020          |
| 8       | Elvin Hayes      | San Diego Rockets (1) / Capital Bullets (1)                                                        | 2             | 1970, 1974                      |
| 8       | DeAndre Jordan   | Los Angeles Clippers                                                                               | 2             | 2014, 2015                      |
| 8       | Dikembe Mutombo  | Atlanta Hawks (1) / Philadelphia 76ers (1)                                                         | 2             | 2000, 2001                      |
| 8       | Hakeem Olajuwon  | Houston Rockets                                                                                    | 2             | 1989, 1990                      |
| 8       | Ben Wallace      | Detroit Pistons                                                                                    | 2             | 2002, 2003                      |